# François Benoist

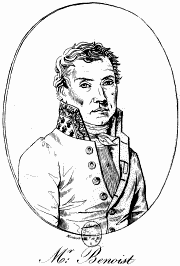
François Benoist.

François Benoist (* 10. September 1794 in Nantes; † 6. Mai 1878 in Paris) war ein französischer Organist, Orgellehrer und Komponist.

## Leben
François Benoist studierte ab 1811 am Pariser Konservatorium bei Charles-Simon Catel und Louis Adam. 1815 erhielt er den Prix de Rome für die Kantate Oenone. Nach einem Italienaufenthalt wirkte er ab 1819 als Erster Königlicher Hoforganist und Orgellehrer am Conservatoire. Seine prominentesten Schüler waren César Franck, Camille Saint-Saëns, Charles Lecocq, Louis Lefébure-Wély und Adolphe Adam. Ab 1840 war er außerdem Studienleiter (premier chef de chant) an der Pariser Oper.
Benoist komponierte u. a. zwei Opern und Ballettmusiken, eine Messe mit Orgel und zahlreiche Orgelstücke.

## Werke  (Auswahl)
- Léonore et Félix, Opéra comique, 1821
- Chœur d’adieu, 1836
- La Gipsy, Ballett, 1839
- Le Diable amoureux, Ballett, 1840
- Bibliothèque de l’organiste, 12 Bände, 1841–1861
- Messe de Requiem pour trois voix d’homme et une d’enfant, avec accompagnement d’orgue ad libitum, 1842.
- Othello, Oper, 1844
- L’Apparition, Oper, 1848
- Nisida ou les Amazones des Açores, Ballett, 1848
- Pâquerette, Ballett von Arthur Saint-Léon, 1851
- Deux Préludes, 1860
- Recueil de quatre morceaux pour orgue: Andante, Fugue sur le Pange lingua, Marche religieuse, Communion, 1861
- Messe à 4 voix, orgue et orchestre, 1861
- Ave Maria pour mezzo-soprano
- Kyrie à 4 voix
- O Salutaris à une voix,
- Cantique à la Sainte Vierge